# Luciano Berio
 Der er for få eller ingen kildehenvisninger i denne artikel, hvilket er et problem. Du kan hjælpe ved at angive troværdige kilder til de påstande, som fremføres i artiklen.

Luciano Berio (født 24. oktober 1925, død 27. maj 2003) var en italiensk komponist.
Han tilbragte en del år i Amerika, men vendte tilbage til Italien.
Har skrevet kammermusik, elektronisk musik, en symfoni, en del vokalværker især for sopraner.

## Udvalgte værker
- Symfoni (1968) (Dedikeret til Leonard Bernstein) - for jazzsangere og orkester
- Coro (Kor) (1975-1976) - for kor